# Madison Cawthorn
David Madison Cawthorn (sinh ngày 1 tháng 8 năm 1995) là một chính khách Hoa Kỳ. Là một thành viên của Đảng Cộng hòa, Cawthorn là Dân biểu của Hạt bầu cử số 11 của North Carolina theo sau chiến thắng trong cuộc bầu cử Hạ viện 2020. Ông là nghị sĩ Quốc hội trẻ nhất Hoa Kỳ, và là nghị sĩ đầu tiên sinh vào thập niên 1990.